# Il caso di Charles Dexter Ward
Il caso di Charles Dexter Ward (The Case of Charles Dexter Ward) è un romanzo fantastico horror dello scrittore statunitense H. P. Lovecraft. Nonostante fosse stato scritto nel 1927, il romanzo venne pubblicato solo postumo nel 1941, in versione abbreviata in due puntate, sulla rivista Weird Tales, nei numeri di maggio e luglio (Lovecraft morì il 15 marzo 1937).

## Trama
Charles Dexter Ward è un giovane proveniente da un'agiata famiglia del Rhode Island, studioso di scienze e antichità, che si imbatte durante le sue ricerche nella figura di Joseph Curwen, suo antenato dall'oscura fama di stregone e negromante. Ben presto il giovane diventa ossessionato dal suo lavoro e, chiusosi nel suo laboratorio, inizia a studiarne i documenti e a praticare le arti oscure giungendo sino alla soglia della follia. A scoprire gli orrori evocati dalle terribili pratiche messe in atto dal ragazzo sarà il dottor Willett, medico di famiglia incaricato dai parenti di Charles di far luce sulle cause della degenerazione mentale del protagonista.

## Adattamenti
Da questo romanzo breve di Lovecraft sono stati tratti due film: La città dei mostri (The Haunted Palace) del 1963, diretto da Roger Corman e interpretato da Vincent Price, e The Resurrected del 1992, diretto da Dan O'Bannon.
Dal romanzo è stato tratto il videogioco Necronomicon, pubblicato per PC e Playstation nel 2000.

## Edizioni

### Traduzioni italiane
(elenco parziale)
- Il caso di Charles Dexter Ward, trad. di Giovanni De Luca, Milano, SugarCo, 1983
- ll caso di Charles Dexter Ward, trad. di Giuseppe Lippi, Milano, A. Mondadori, 1995
- Il misterioso caso di Charles Dexter Ward, a cura di Gianni Pilo, Roma, Newton, stampa 2003
- Il caso di Charles Dexter Ward, trad. di Margherita Crepax, Milano, BUR, 2007